# Mannhullet
Mannhullet (Le trou d'homme - ouverture arrondie dans une structure marine qui permet le passage d'un homme)
Mannhullet est l'association regroupant les étudiants et anciens étudiants en Technologies Marines à NTNU. Mannhullet a été fondé par des étudiants en architecture navale de NTH en 1917. L'association a fêté ses 90 ans en février 2007. Le site web de Mannhullet décrit ses activités, ainsi que celles de ses différentes sections:
- MiT - Mannhullets Interne Teater: la troupe de théâtre de Mannhullet, produisant au moins un spectacle par an
- Skipslogen: lieu de rencontre des étudiants pour les soirées. Ce nom désigne aussi à l'équipe qui s'en occupe.
- Tåkeluren: chœur étudiant
- Bedriftskontakt: groupe gérant les relations étudiants/entreprises pour l'institut de technologies marines. Plusieurs fois par mois, des entreprises présentent leurs activités, font passer des entretiens, et offrent le diner (arrosé) aux étudiants.
- SBK - SeilBåtKomiteen: gestion et entretien du voilier des étudiants nommé traditionnellement Steinbiten. Le troisième de la famille, Steinbiten III, est un Hanse de 37 pieds.
- MBK - MotorBåtKomiteen: gestion et entretien du bateau à moteur des étudiants: Havfruen
- Turlaget Coma: s'occupe d'organiser des randonnées, en particulier celle dont le but est Snøhetta, un sommet entre Trondheim et Dombås.
- Marina: journal des étudiants